# Concepción (1859)
La Barca Concepción fue un buque que actuó durante la Guerra entre la Confederación Argentina y el Estado de Buenos Aires como transporte armado.

## Historia
La barca mercante de matrícula brasilera Concepción, con casco de madera, 32 m de eslora, 5.5 de manga y un desplazamiento de 235 tn, fue adquirida en Río de Janeiro por la Confederación Argentina en 1859 pasando a Montevideo para su alistamiento. 
Montando 11 cañones de avancarga de a 12 y tripulada por 100 hombres se incorporó al mando del capitán Augusto Liliedhal a la escuadra nacional para luchar contra el Estado de Buenos Aires, transportando pertrechos militares para el ejército en operaciones.
El 14 de octubre de 1859 intentó forzar el paso de la isla Martín García a remolque del vapor Salto, insignia, al mando directo de Santiago Baudrix. Durante el combate que siguió contra la escuadra y baterías porteñas, un cañonazo de la batería Buenos Aires cortó el remolque quedando el buque al garete. El vapor Hércules, aunque averiado por el fuego enemigo, consiguió pasarle un cable y llevarla hasta Rosario donde se comprobó la rotura de su palo de proa.
En la acción fue también herido su comandante.
Durante el año 1860 estuvo al mando del teniente coronel Santiago Maurice pero permaneció en reparaciones y luego pasó a desarme. En 1861 el buque fue arrendado por seis meses y se destinó al tráfico mercante fluvial en el río Paraná. Al finalizar el contrato se volvió a tripular con personal militar bajo el mando del teniente Fermín Díaz pero en noviembre pasó nuevamente a desarme al mando del subteniente Juan B.Bértora.
El 2 de abril de 1862, finalizada la guerra, se dispuso por razones presupuestarias su remate. Por falta de ofertas razonables la Concepción volvió a ser arrendada hasta 1864. En 1865 ante la guerra de la Triple Alianza se suspendió el arriendo y la barca se reincorporó al servicio para operar como pontón carbonero y depósito naval. Actuó con esas funciones durante un corto período de tiempo, tras lo cual pasó a desarme definitivo en Barracas y, puesta en remate, fue adquirida por Vicente Casares.
El 29 de octubre de 1866, mientras permanecía fondeada como pontón faro en Punta Indio, un violento temporal la hundió.